# Halda Heřmanice

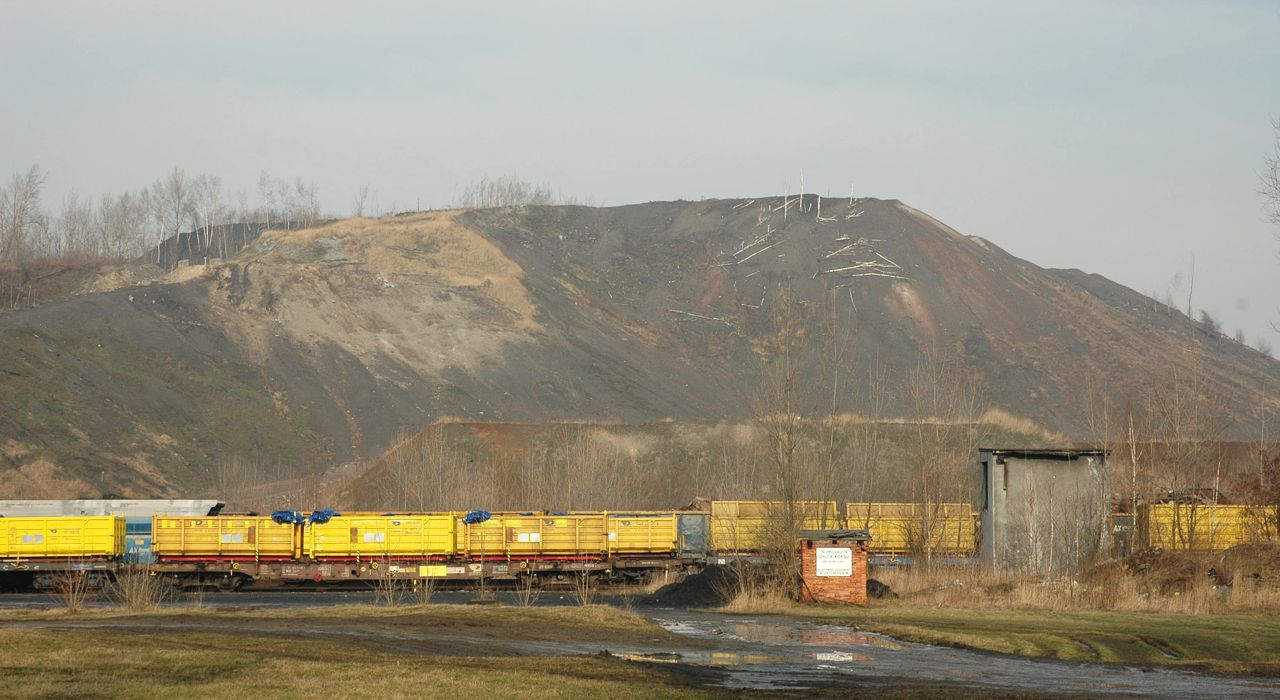
Halda Heřmanice – pohled z areálu bývalého Dolu Heřmanice, v popředí manipulační kolejiště Heřmanice

Halda Heřmanice je výsypka bývalého černouhelného Dolu Heřmanice a Dolu František, která během desetiletí narostla do výše 30 metrů. Na konci 90. let začala hořet a od té doby prohořívání haldy stále trvá. Jedná se o nejrozměrnější odvalový komplex na Ostravsku. V lokalitě byl rovněž neřízeně skládkován chemický odpad, který nevznikl báňskou činností (odpady z koksovny).

## Lokalizace
Halda se nachází na území ostravské části Hrušov v městském obvodu Slezská Ostrava. Odval je ze severozápadu ohraničen železniční tratí Ostrava–Bohumín, na východě Heřmanickým rybníkem a na jihu tratí společnosti PKP Cargo International Ostrava hlavní nádraží – Rychvald a manipulačním kolejištěm Heřmanice.
Celý odval se dělí na tři částí: nejzápadnější a nejstarší Karolina, střední Autoodval a východní – dosud provozovaná část – Svoboda. Průměrná sypná výška odvalu činí cca 20 až 30 m. Sypaný kužel v části „Karolina“ dříve dosahoval výšky až 70 m, ale v roce 1978 byl snížen „pro zlepšení odvětrání Ostravské kotliny“ z výšky 271 na 250 m n. m. Podle historických pramenů se celková plocha odvalu pohybuje od 60 ha do 103 ha a je v něm uloženo cca 21 milionů m³ materiálu.
Vlastníkem části pozemků areálu je státní podnik DIAMO, odštěpný závod Odra, do kterého byl v rámci útlumu hornické činnosti vyčleněn v roce 2002 ze společnosti OKD, ostatní pozemky jsou vlastněny soukromě.

## Historie
Hlubinné dobývání uhlí bylo nevyhnutelně spojeno se vznikem hald (výsypek). Důlní překopy a chodby, které umožňovaly přístup k uhlí, byly často raženy v kameni. Ani samotná těžba uhlí se nevyhnula přibírání vrstev kamene. Vytěžený materiál se vysypával do třídírny, kde nejčastěji ženy ručně vybíraly kámen. Prioritou byla kvalita uhlí, které nesmělo obsahovat hlušinu. Důlním vozíkům s hlušinou nebyla věnována taková pozornost, a tak se stávalo, že na haldu putoval i materiál s obsahem uhlí. Uhlí na haldě bylo do 2. světové války sbíráno nezaměstnanými, ženami a dětmi. Drobné a prachové uhlí však zůstalo na místě.
V dobách znárodněných dolů pracovala uhelná prádla, která separovala i drobné uhlí. Prachové uhlí bylo unášeno těžkou suspenzí do odkalovacích nádrží. Sedimentací vznikly uhelné kaly (slangově šlam nebo bída, někde šmant), které byly vytěženy a prodávány maloodběratelům. I v roce 2024 byly zaznamenány případy spalování černouhelných kalů v rodinných domcích. Vyloučením prachových částí z ukládané hlušiny se riziko hoření zmenšilo, ale jen částečně. Na haldách se totiž začal objevovat jiný hořlavý materiál: zbytky dřevěné výztuže a gumové části zařízení. 
S technickým pokrokem se objevily možnosti vracet hlušinu do vyrubaných prostor, ale tato technologie byla finančně náročná. Pokud byla velká potřeba zabránit poklesům na povrchu, byla tzv. zakládka (zafoukání) hlušinou částečným řešením.

## Hoření haldy
Uhlí obsažené v hlušině způsobilo na mnoha haldách černouhelných dolů samovznícení (zápar). Dalším možným důvodem vznícení haldy může být oheň rozdělaný na tělese výsypky. Po prohoření haldy, což často trvá desetiletí, se černá barva materiálu výsypky (břidlice, uhlí) žárem změní na červenou. V Ostravsko-karvinském revíru existovalo několik prohořelých hald.
Halda Heřmanice je jednou ze dvou hořících ostravských hald (vedle haldy Ema). Přestože proces hoření probíhá uvnitř haldy, docházelo zde v minulosti i k otevřeným požárům, způsobeným např. vznícením kořenů dřevin, které byly na haldě vysázeny v rámci rekultivace v 70. a 80. letech 20. století. První požáry byly zaznamenány koncem 80. let 20. století a pokračovaly až do prvních let 3. tisíciletí, kdy začaly ohrožovat kolejiště společnosti OKD, Doprava jižně od haldy. V této oblasti byla v letech 2004–2005 zřízena injektážní stěna a dalšímu postupu termických procesů jižním směrem bylo zabráněno.
Na centrální terase haldy je od roku 2004 situována skládka nebezpečného chemického odpadu z ostravských koksoven, která je potenciálně ohrožena migrujícími termickými procesy.
Podle informací z roku 2023 prověřovaly společnosti DIAMO, Veolia Energie ČR a Vysoká škola báňská – Technická univerzita Ostrava možnost využití tepla z haldy pro vytápění. Podpovrchová teplota haldy dosahovala hodnot 100 až 600 °C.

## Kauzy

### Sanace odvalu
V roce 2016 uzavřelo DIAMO se společností Ostravská těžební Dohodu o spolupráci při sanaci odvalu Heřmanice. Dle této dohody se měla tzv. homogenizací vytřídit hlušina z haldy na kamenivo různých frakcí pro stavební účely. Nemělo se tedy jednat o separaci energeticky využitelných částí hlušiny, i když ta by vyloučila možnost samovznícení. V roce 2019 však DIAMO smlouvu jednostranně vypovědělo. V dalších letech se Ostravská těžební snažila separaci obnovit, přičemž argumentovala především získáváním uhelných produktů. Podnikatelský záměr obsažený ve smlouvě nebyl ekonomicky úspěšný a skončil sporem mezi smluvními stranami o více než 1,2 miliardy korun. Podle původních plánů měla třídicí linkou do deseti let projít prakticky celá halda, z níž by se po recyklaci a následné sanaci stal neškodný zalesněný kopec. K počátku roku 2024 DIAMO zastavilo sanaci kvůli sporům se společností cresco&finance, která vlastní pozemky pod více než polovinou celé heřmanické haldy.

### Oddělovací vzdušná stěna
V roce 2013 uzavřelo DIAMO se společností Ridera Bohemia smlouvu, jejímž předmětem byl prodej hlušiny z haldy. Hlušinu si kupující vytěžil na vlastní náklady. Touto cílenou těžbou měla vzniknout tzv. „oddělující vzdušná stěna”. Tento prostor však byl zavezen zásypovým materiálem. Vzhledem k pochybnostem o vlastnostech zásypového materiálu byly materiály posuzovány znalci a okolnosti zásypu šetřila Policie České republiky.

### Kalové nádrže
Požár heřmanické haldy neohrožuje pouze skládku nebezpečných odpadů, ale i kalové nádrže s usazenými uhelnými kaly. Dle DIAMO měl kaly vytěžit podnik OKD, Doprava již v roce 2003. Tato firma přejmenovaná na PKP CARGO INTERNATIONAL jakýkoli závazek popírá. Kaly nebyly vytěženy údajně kvůli své nedostatečné kvalitě. V roce 2010 se v dokumentaci Analýza rizika „objevila" informace, že kaly byly odtěženy.

## Další informace

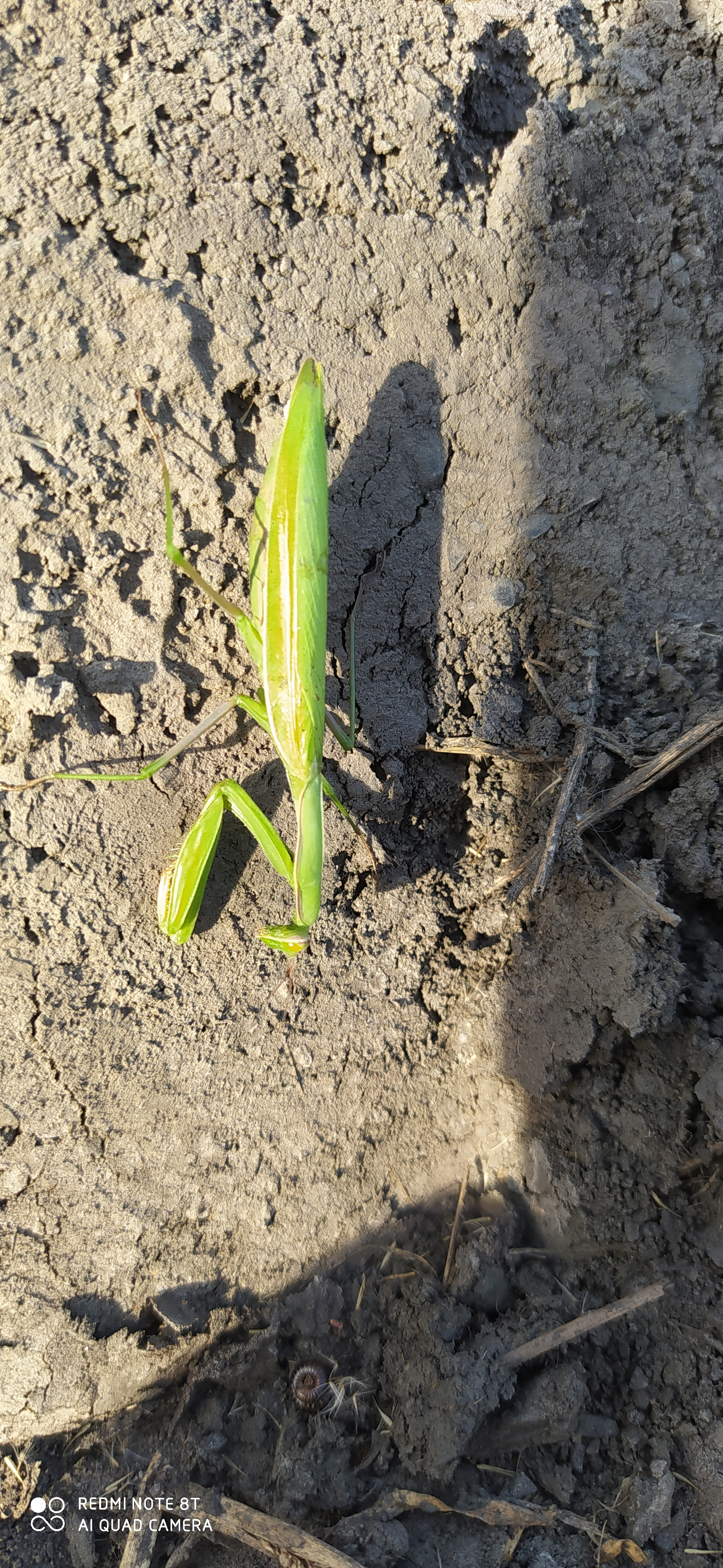
Kudlanka nábožná na Haldě Heřmanice

Východním směrem od haldy se nachází přírodní památka Heřmanický rybník.
Na haldě Heřmanice byla také pozorována kudlanka nábožná a objeven nový rod řas, nazvaný jako Ostravamonas. Vzhledem k vnitřnímu prohořívání halda též láká termofilní druhy.